# Antonio Pedrero López
Antonio Pedrero López (Terrassa, 23 d'octubre de 1991) és un ciclista català, professional des del 2015 i actualment a les files del Movistar Team. En el seu palmarès destaca la victòria a la Ruta d'Occitània de 2021.

## Palmarès
- 2013
  - 1r a la Volta a Cantàbria i vencedor d'una etapa
  - 1r a la Soraluzeko Saria
  - 1r al Circuit del Sollube
- 2014
  - 1r a la Volta a Navarra i vencedor d'una etapa
- 2015
  - 1r a la Clàssica Ciutat de Torredonjimeno
  - Vencedor d'una etapa al Tour de Guadalupe
- 2021
  - 1r a la Ruta d'Occitània i vencedor d'una etapa
- 2022
  - Vencedor d'una etapa al Tour de l'Ain

### Resultats a la Volta a Espanya
- 2017. 51è de la classificació general
- 2019. 43è de la classificació general

### Resultats al Tour de França
- 2023. Abandona a la 14a etapa

### Resultats al Giro d'Itàlia
- 2018. 92è de la classificació general
- 2019. 46è de la classificació general
- 2020. 19è de la classificació general
- 2021. 22è de la classificació general
- 2022. 27è de la classificació general